# Flammersbach (Wilnsdorf)
Flammersbach ist ein Ortsteil der Gemeinde Wilnsdorf im Süden von Nordrhein-Westfalen im Kreis Siegen-Wittgenstein.

## Geographie

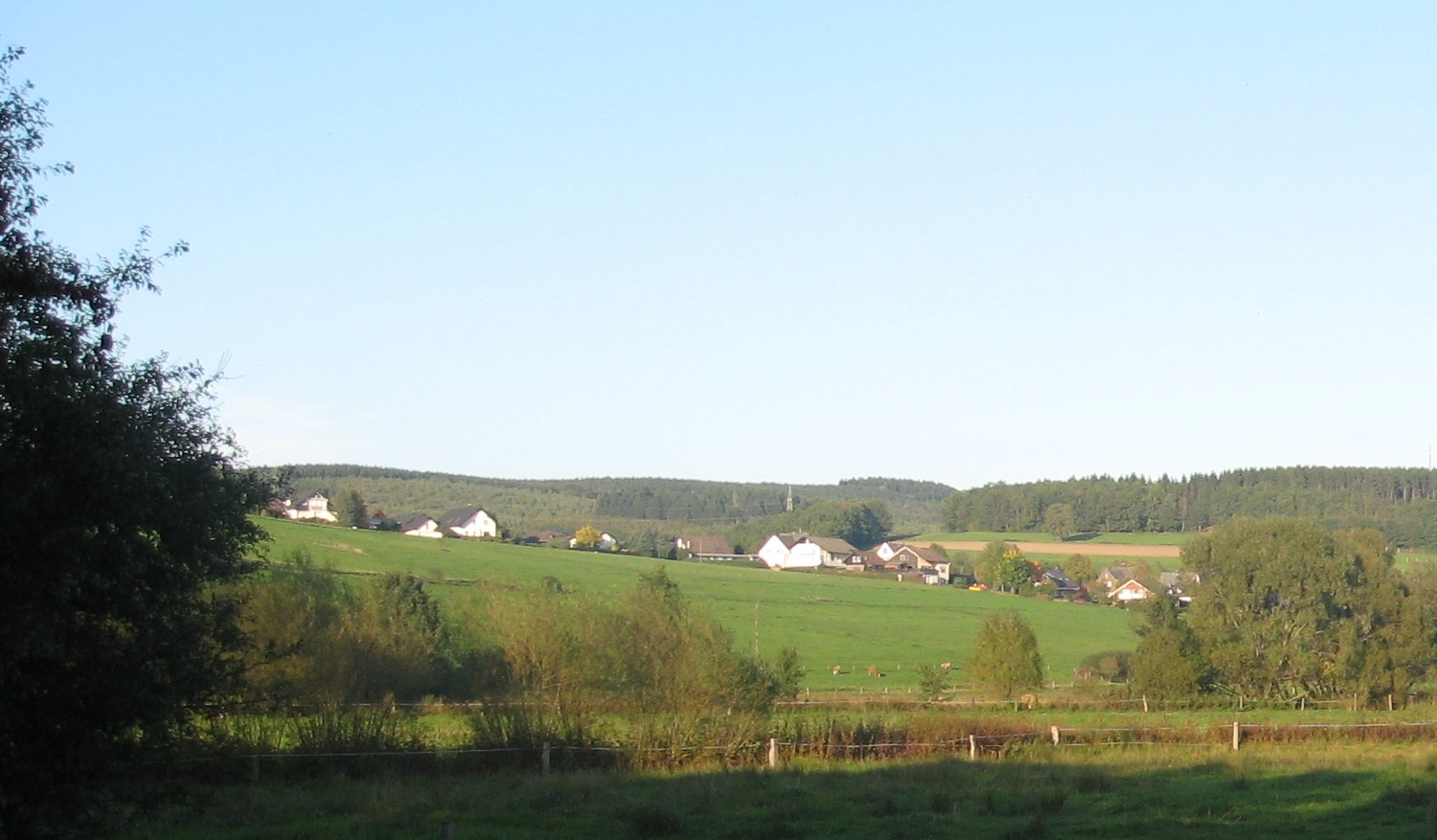
Ein Teil Flammersbachs von Niederdielfen gesehen

Der Ort hat eine Fläche von 3,27 km² und grenzt an das Weißtal. Berge in der Umgebung sind der Hundsberg mit einer Höhe von 384,8 m, ein Ausläufer der Hohen Roth mit 484 m Höhe, sowie die Linnscheid mit 376,2 m Höhe. Der Ort selbst liegt auf einer Höhe zwischen 290 und 360 m. Nördlich von Anzhausen entspringt der 3,5 km lange Flammersbach. Er fließt durch den Ort und mündet südlich von ihm in die Weiß. Westlich des Ortes entspringt der Filsbach. Er mündet bei Niederdielfen in die Weiß.

### Nachbarorte
Nachbarorte von Flammersbach sind Feuersbach im Norden, Anzhausen im Osten, Niederdielfen im Süden und Südwesten und Kaan-Marienborn im Nordwesten.

## Geschichte
Siedlungsreste und Fundstücke deuten auf eine frühe Besiedlung in der Latènezeit hin. Erstmals schriftlich erwähnt wurde Flammersbach am 3. Juni 1311, als ein „Wilpert von Flamersbach“ in einer Urkunde genannt wird. Bis zur kommunalen Neugliederung und der Aufnahme in die Gemeinde Wilnsdorf am 1. Januar 1969 zählte der bis dahin selbstständige Ort zum Amt Netphen.
Auf kirchlicher Ebene gehörten beide Konfessionen seit dem Mittelalter zum Kirchspiel Netphen. Auf Antrag des Flammersbacher Presbyters Jakob Kunz erfolgte am 1. April 1908 die Umpfarrung der im Ort überwiegend vorhandenen evangelischen Gemeindeglieder zur Kirchengemeinde Rödgen (heute: Rödgen-Wilnsdorf); die katholischen Christen wurden am 7. Oktober 1916 der Kirchengemeinde Rudersdorf zugeordnet. In mehreren Schriftstücken wird zwischen 1630 und 1800 eine im Ort befindliche Kapelle „Santa Lucia Apostoli“ genannt.
1635 forderte die Pest unter den 89 Einwohnern 21 Tote; 1732 wurde die auch heute noch gültige Schreibweise des Ortsnamens verordnet; 1827 erfolgte der Bau einer Kapellenschule im „Unterdorf“, dazu wurde im Ort erstmals ein Friedhof für die evangelischen Christen eingerichtet und die bis dahin üblichen Bestattungen auf dem Friedhof in Netphen eingestellt; 1870 erfolgte die Fertigstellung der Weißtalstraße zwischen Niederdielfen und Rudersdorf; 1896 wurde in Flammersbach (als zweitem Ort im Kreis Siegen) eine Flurbereinigung (Separation) durchgeführt – die ehedem kleinen Parzellen in der Feldflur wurden zu großen Grundstücken vereinigt; 1902 wurde eine neue Schule (heute: Bürgerhaus) eingeweiht; von 1903 bis 1910 wurde in der Grube „Transvaal“ Erz abgebaut; 1912 erfolgt der Bau der Wasserleitung; 1923 wird die Installierung des Stromnetzes zum Abschluss gebracht; am 1. Februar 1945 wurde Flammersbach durch einen Bombenangriff der britischen Royal Air Force zur Hälfte zerstört – ohne dass Tote zu beklagen waren; in den Nachkriegsjahren erfolgte der Wiederaufbau; 2011 feierte Flammersbach drei Tage lang sein 700-jähriges Bestehen unter anderem mit einem Festzug.

Flammersbach auf einer Postkarte um 1910

### Einwohnerzahlen
Einwohnerzahlen des Ortes:
| Jahr | Einwohner |
| ---- | --------- |
| 1650 | 21        |
| 1818 | 188       |
| 1839 | 237       |
| 1864 | 255       |
| 1885 | 284       |
| 1890 | 237       |
| 1895 | 283       |
| 1900 | 287       |
| 1905 | 311       |
| 1910 | 336       |

| Jahr | Einwohner |
| ---- | --------- |
| 1915 | 311       |
| 1925 | 414       |
| 1933 | 407       |
| 1937 | 445       |
| 1939 | 453       |
| 1945 | 379       |
| 1950 | 545       |
| 1960 | 632       |
| 1961 | 641       |
| 1963 | 650       |

| Jahr | Einwohner |
| ---- | --------- |
| 1967 | 849       |
| 1969 | 895       |
| 1970 | 980       |
| 1980 | 1194      |
| 1987 | 1177      |
| 1991 | 1159      |
| 1994 | 1181      |
| 1999 | 1137      |
| 2005 | 1124      |
| 2006 | 1100      |

| Jahr | Einwohner |
| ---- | --------- |
| 2007 | 1088      |
| 2008 | 1069      |
| 2009 | 1060      |
| 2010 | 1058      |
| 2011 | 1045      |
| 2012 | 1042      |
| 2013 | 1039      |
| 2014 | 1044      |
| 2015 | 1045      |
| 2016 | 1038      |

| Jahr | Einwohner |
| ---- | --------- |
| 2017 | 1026      |
| 2020 | 1046      |

Anmerkungen: Zahlen 1969 / ab 1994 jeweils am 31. Dezember; 1991 am 31. März.

## Infrastruktur und Verkehrsanbindung
Flammersbach liegt an der Kreisstraße 11 unmittelbar neben der Landesstraße 893, die von Niederdielfen nach Anzhausen führt. Die K 11 führt durch den Ort und mündet auf die L 719, die nach Feuersbach führt. Durch die Anschlussstelle Wilnsdorf ist der Ort an die Bundesautobahn 45 angebunden.
Durch den südlichen Bezirk der Gemarkung Flammersbach führt die Dillstrecke der Eisenbahn. In diesem Bereich entstand ein Gewerbegebiet mit mehreren Industrieunternehmen.

## Schule und Freizeit
Im Jahr 1968 wurde die Volksschule aufgelöst. Seither besuchen die Flammersbacher Schüler die Schulen der Nachbarorte; seit 1981 besteht ein Kindergarten.
Der erste Sportverein mit dem Namen „Fußballclub Viktoria Flammersbach“ wurde im Jahr 1910 gegründet. Als Nachfolgeverein entstand 1930 der Verein für Bewegungsspiele (VfB) Flammersbach mit mehreren Abteilungen. Es wurde vor allem der Handballsport betrieben; etliche Meisterschaften führen den Verein bis in die zweithöchste deutsche Liga. Wegen Material- und Spielermangels schloss er sich 1946 mit dem Sportverein Anzhausen zur Spielvereinigung (SpVg) Anzhausen/Flammersbach zusammen. Nachdem ab 1957 beide Vereine noch einmal als Fußballvereine selbstständig waren, erfolgte 1972 der erneute Zusammenschluss mit demselben Namen. Zu den heutigen Aktivitäten gehört neben Fußball auch die in der Turnhalle Anzhausen angebotene Gymnastik. Flammersbach hat neben einem Kunstrasen-Sportplatz einen Bolzplatz.
Möglichkeiten zur Freizeitgestaltung bieten auch eine 1937 gegründete Abteilung des Sauerländischen Gebirgsvereins (Wandern) sowie der seit 1980 bestehende Lauftreff (Langstreckenlauf/Jogging).
Weitere Flammersbacher Vereine und Genossenschaften sind: Bürgerverein; Evang. Gemeinschaft mit CVJM; Feuerwehr mit Förderverein; Nachbarhilfe; Angliederungsgenossenschaft; Waldgenossenschaft und Waldgenossenschaft Altsohlstätte; Wiesenverband sowie Fischereigenossenschaft.